# Ingrien
Cet article concerne la langue ingrienne. Pour le peuple ingrien, voir Ingriens.
Pour les articles homonymes, voir izh.
L'ingrien ou ijore, ižor, izhor (en ingrien: inkeroin keeli, en russe : ижорский язык) est une langue fennique de la famille des langues finno-ougriennes parlée en Russie.

## Extension géographique
L'ingrien est parlé dans l'oblast de Léningrad, dans le raïon de Kingissepp et le raïon de Lomonossov.
Des locuteurs étaient aussi présents, dans le raïon de Gatchina.
Les Ingriens qui étaient 16 000 en 1926, ne se comptaient plus que 800 en 1970. La langue est menacée.

## Dialectes
L'ingrien se subdivise en deux dialectes. Le dialecte de Soikkola, parlé dans la péninsule de Soikino, dans le raïon de Kingissepp, et le dialecte d'Hevaha, du nom de la rivière Hevaha (ou Kovashi), dans le raïon de Lomonossov.

## Sources
- (fr + en + ru) Vladimir Krjažkov (trad. Franck Léonard), « Les statuts constitutionnels des peuples finno‑ougriens dans la fédération de Russie, The Constitutional Status of the Finno‑Ugric Peoples in the Russian Federation, Конституционно‑правовые статусы финно‑угорских народов в Российской Федерации », Openedition, no 48,‎ 18 juillet 2017 (lire en ligne)

- (de) Arvo Laanest, Einführung in die Ostseefinnischen Sprachen, Hambourg, Helmut Buske Verlag, 1982 (ISBN 3-87118-487-X)